# مون والكر
الماشي مشية القمر (بالإنجليزية: The Moonwalker)‏ فيلم صدر عام 1988 من شركة Warner Bros.Entertainment Inc مدته 89 دقيقة يمثل فيه مايكل جاكسون كنفسه والمخرجون هم:جيري كرامر جيري كرامر وكولن تشيلفيرس Colin Chilvers والمنتجون هم:دينيس ي.جونز Dennis E. Jones وجيري كرامر جيري كرامر والمنتجون التنفيذيون هم:مايكل جاكسون مايكل جاكسون وفرانك ديليو Frank Dileo
ويشتمل الفيلم على الاغاني: Man In The Mirror" "Retrospective" "Leave Me Alone" "تعالوا معًا" "The Moon Is Walking" "سموث كريمنال" وغيرها
الممثلون المساعدون هم:شين لينون شين لينون,كيلي باركر Kellie Parker,براندون ادامز براندون آدمز وجو بيسي جو بيشي الذي يلعب دور السيد بيغ Mr Big
والأشخاص الذين ظهروا في الفيلم أيضا:ميك جاغير ميك جاغر واليزابيث تايلور إليزابيث تايلور

## وصلات خارجية
- مون والكر على موقع IMDb (الإنجليزية)
- مون والكر على موقع روتن توميتوز (الإنجليزية)
- مون والكر على موقع نتفليكس (الإنجليزية)
- مون والكر على موقع قاعدة بيانات الأفلام العربية
- مون والكر على موقع ألو سيني (الفرنسية)
- مون والكر على موقع Turner Classic Movies (الإنجليزية)
- مون والكر على موقع أول موفي (الإنجليزية)
- مون والكر على موقع فيلمافينيتي (الإسبانية)
- مون والكر على موقع قاعدة بيانات الأفلام السويدية (السويدية)
- مون والكر على موقع قاعدة بيانات الفيلم (الإنجليزية)
- Search for 'Moonwalker' on Games-db.com.
- Search for 'Moonwalker' on MobyGames videogame database.
- Moonwalker information and screenshots
- Website of The Return of the Moonwalker